# Csongrád vármegye
Csongrád vármegye (németül: Komitat Tschongrad, latinul: Comitatus Chongradiensis) közigazgatási egység volt a Magyar Királyság alföldi részében. A mai Csongrád-Csanád vármegye nyugati területe megegyezik vele, csupán Horgos tartozik Szerbiához. Központja Szentes volt.

## Nevének eredete
Neve déli szláv nyelvből alakult ki, eredeti jelentése „fekete (földből való) vár”.

## Földrajz
A vármegye területe szinte mindenhol síkság, csak néhány helyen találni mesterségesen emelt dombokat. A síkság nyugat-kelet irányba ereszkedik alá, Szegednél tengerszint fölötti magassága 80 m. A síkság a vármegye nyugati részén viszont már 120 m-re is felemelkedik. A vármegyének több fontos folyója van: a Tisza, amelyhez rengeteg ér csatlakozik, a Maros, a Körös.
Északról Jász-Nagykun-Szolnok vármegye, északkeletről Békés vármegye, keletről Csanád vármegye, délről Torontál vármegye, délnyugatról Bács-Bodrog vármegye, nyugatról pedig Pest-Pilis-Solt-Kiskun vármegye határolta. 
Hasonlóan keleti szomszédjához, Csanád vármegye talajához, Csongrád vármegye talaja is rendkívül termékeny.

## Történelem
A vármegyét Szent István király hozta létre az államalapítás és a királyi vármegyerendszer megszervezése idején Bácsvár központtal valószínűleg a Borkalán nemzetség birtokaira alapozva. Első megyeszékhelye Csongrád volt. A tatárjárás után IV. Béla Szegedre helyezte át a megyeszékhelyt.
Az Oszmán Birodalom elfoglalta a 16. században, a Habsburg Birodalom pedig a 17. században kebelezte be.
Megyeszékhelye 1773-tól 1883-ig Szegvár, 1883-tól 1950-ig Szentes.
1918-tól Horgos a Szerb–Horvát–Szlovén Királyság (később Jugoszlávia, jelenleg Szerbia, azon belül a Vajdaság) része lett.
Az 1950-es megyerendezés során Csanád megye délnyugati felét, amely magába foglalta az egykori Torontál vármegye Magyarországon maradt részét is, Csongrád megye területéhez csatolták.

## Lakosság
1910-ben a vármegyének 325 568 lakosa volt, ebből:
- 319 274 (98,06%) magyar
- 2 862 (0,87%) német
- 1 235 (0,37%) szerb

## Közigazgatás

### Járási beosztás
Csongrád vármegye az 1876-os megyerendezés előtt két, azt követően három járásra oszlott. 1886-tól volt a járásoknak a vármegye által kijelölt állandó székhelye, addig a főszolgabíró mindenkori lakhelye számított a székhelynek. 1876-tól 1950-ig az alábbiak voltak a megye járásai (és állandó székhelyeik 1886-tól).
- Csongrádi járás (Csongrád, 1876-ban alakult)
- Tiszáninneni járás (Kiskundorozsma, 1925-től neve Kiskundorozsmai járás)
- Tiszántúli járás (Mindszent, 1925-től neve Mindszenti járás, majd 1948-tól neve Központi járás, székhelye Szentes)

### Városai
Csongrád vármegye területén feküdt, de nem tartozott hozzá Szeged szabad királyi város, és 1873-ban törvényhatósági jogú várossá alakult Hódmezővásárhely is.
A vármegyében az 1871-es községi törvény alapján három rendezett tanácsú város alakult, Csongrád, Hódmezővásárhely és Szentes, és e rangot vette fel az akkor még a Jászkun kerülethez tartozó Kiskundorozsma is, amely 1876-tól kezdve vált a vármegye részévé. E rendezett tanácsú városok közül Hódmezővásárhely 1873-ban törvényhatósági jogú várossá alakulva kivált a vármegyéből, Csongrád pedig 1880-ban lemondott a többletterhekkel járó rangról és nagyközséggé alakult, ahogy az ekkor Csongrád megyéhez átcsatolt Kiskundorozsma is 1876-ban. 1881-től 1923-ig a megye egyetlen városa Szentes volt, ekkor azonban Csongrád ismét rendezett tanácsú várossá alakult.
A megye rendezett tanácsú városai tehát az alábbiak voltak:
- Csongrád (1880-ig és 1923-tól, a köztes időszakban nagyközség volt)
- Hódmezővásárhely (1873-ig, amikor törvényhatósági jogú várossá alakult)
- Szentes

## Forrás
- ↑ Kiss Lajos: Kiss, Lajos. Földrajzi nevek etimológiai szótára. Budapest: Akadémiai (1980). ISBN 963 05 2277 2